# Región D

Capas de la ionosfera terrestre. La capa D aparece sólo durante el día.

La región o capa D de la ionosfera terrestre es la capa más cercana a la Tierra y se sitúa entre los 50 y los 80 km de altitud. Es una capa de absorción, por lo que las ondas electromagnéticas que la atraviesan sufren una considerable atenuación. La capa D se debe directamente a la radiación solar, por lo que solo aparece durante el día. 
Sus características varían según el número de manchas solares o las variaciones del campo magnético terrestre.